# Tillandsia gerdae
Tillandsia gerdae là một loài thuộc chi Tillandsia. Đây là loài đặc hữu của Bolivia.